# Максуд Ґерай
Максуд Ґерай (крим. Maqsud Geray, مقصود كراى‎; 1720—1780) — кримський хан у 1767–1768 та 1771–1772 рр. з династії Ґераїв. Син Селямета II Ґерая.

## Біографія
У 1748 - 1756 роках обіймав посаду нуреддіна. Разом з тим у 1751—1755 роках був кубанський сераскером. У 1762 - 1764 роках - калгою-султаном.
Вперше призначений ханом замість померлого на шляху до Криму Арслана Ґерая, але викликав незадоволення султана своїми військовими поразками і бездіяльністю і тому отримав відставку.
Удруге отримав ханський титул вже тоді, коли Кримське ханство, окуповане російською армією, вийшоло з-під султанського контролю. Оскільки підходи до півострова були перекриті російськими військами і територіями ногайських племен, що підкорилися Росії, хан на берегах Дунаю чекав сприятливої можливості для проходу до Криму із заходу. Тим часом його двоюрідний брат Мехмед Ґерай вийшов на схід — в Черкесію, щоб підняти там місцеве населення на боротьбу за звільнення країни.
Очікування ще продовжувалося, коли султан організував нову експедицію до Криму під командуванням Девлета IV Ґерая. Для Максуда Ґерая це було знаком недовір'я з боку султана, тому він залишив Дунай і пішов у свій маєток у Османські імперії. Максуд Ґерай помилився в тлумаченні розпорядження султана, але було пізно. За самовільну відсутність султан позбавив його ханського звання і відправив до заслання.